# Paula Todoran

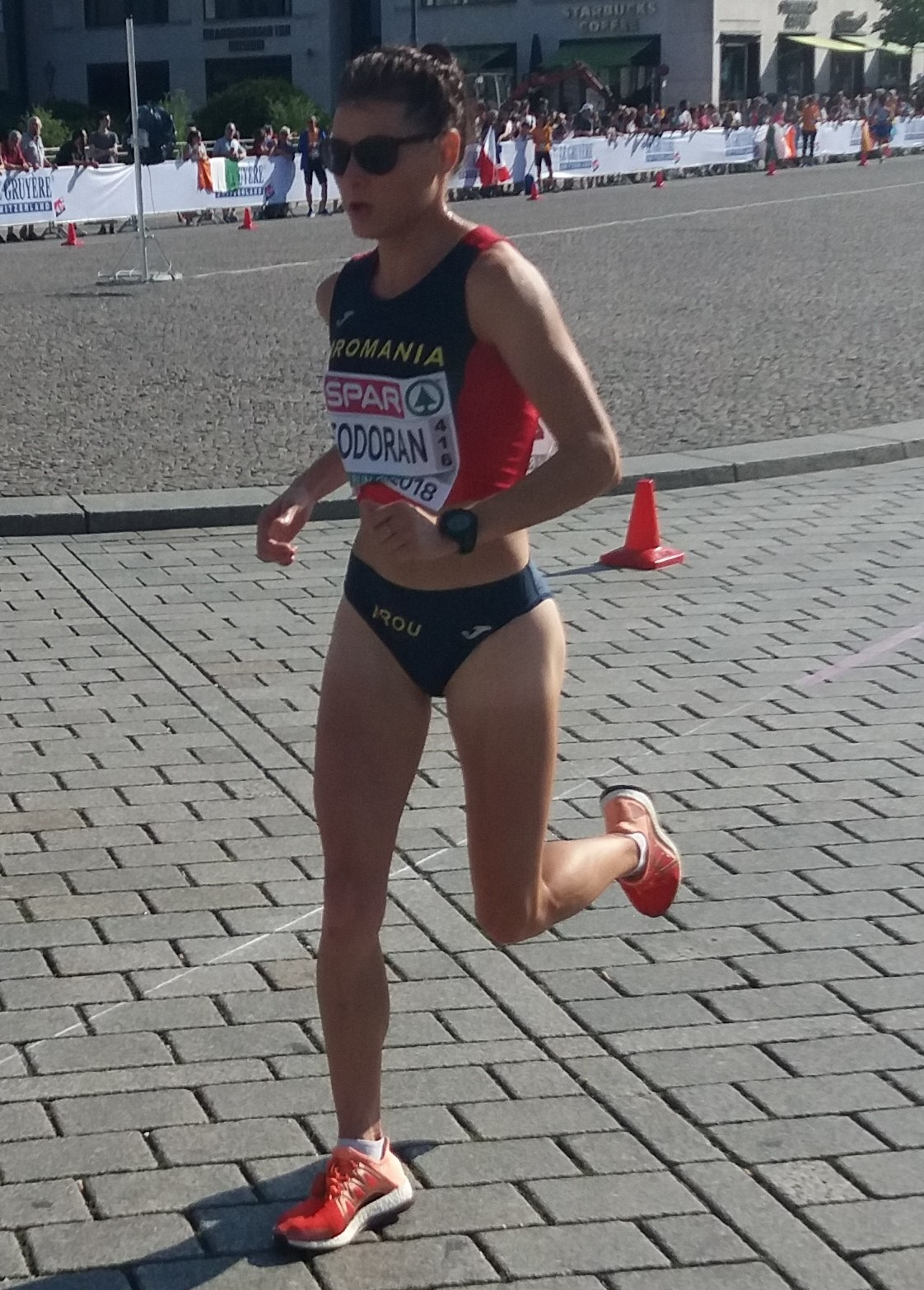
La Campionatul European din 2016

Paula Claudia Todoran (n. 9 iunie 1985, Zalău, Sălaj, România) este o alergătoare română specializată în probe de fond.

## Carieră
Primii pași în atletism i-a făcut în clasa a VI-a, la școala din Românași, unde a fost descoperită de actualul ei antrenor, Mirel Seișanu. În anul 2004 s-a clasat pe locul 14 la Campionatul Mondial de Juniori la 5000 m și la Campionatul European de Cros de la Heringsdorf a cucerit medalia de aur cu echipa României (Ancuța Bobocel, Larisa Arcip, Cătălina Oprea, Paula Todoran). A ocupat locul 4 la 10.000 m la Campionatul European de Tineret din 2005 și 2007.
Sportiva s-a clasat pe locul 12 la Universiada din 2009 în proba de semimaraton. Cele mai bune rezultate din 2014 sunt locul întâi la Campionatul Național de maraton, locul întâi la Campionatul Național de semimaraton și locul doi la Campionatul Național de atletism, în proba de 10.000 metri. Paula Todoran a devenit în 2014 câștigătoarea Maratonului Internațional București.
Zălăuanca s-a calificat în premieră la Jocurile Olimpice de vară din 2016, după ce s-a clasat pe locul opt la Maratonul de la Sevilla, terminând cursa în 2 ore, 36 de minute și 38 de secunde. În același an a făcut parte de echipa României care a cucerit bronzul la Campionatul European de Cros de la Chia. Anul următor la Campionatul European de Cros de Šamorín româncele (Roxana Bârcă, Ancuța Bobocel, Cristina Simion, Andreea Pîșcu, Claudia Prisecaru, Paula Todoran) au câștigat argintul.
La Campionatul Mondial de Alergare de 50 km din 2019 sportiva a fost depistată cu o substanță interzisă după ce a luat un medicament. A fost suspendată până în 2023.
În prezent, atleta predă educație fizică la Liceul Sportiv din Zalău.

## Realizări
| An   | Competiție                               | Locație                        | Loc | Eveniment   | Note     |
| ---- | ---------------------------------------- | ------------------------------ | --- | ----------- | -------- |
| 2001 | Campionatul European de Cros (sub 20)    | Thun, Elveția                  | 47  | 3,2 km      | 11:49    |
| 2001 | Campionatul European de Cros (sub 20)    | Thun, Elveția                  | 8   | echipe      | 11:49    |
| 2002 | Campionatul European de Cros (sub 20)    | Medulin, Croația               | 56  | 3,73 km     | 13:24    |
| 2003 | Campionatul European de Cros (sub 20)    | Edinburgh, Marea Britanie      | 38  | 4,5 km      | 16:58    |
| 2003 | Campionatul European de Cros (sub 20)    | Edinburgh, Marea Britanie      | 4   | echipe      | 16:58    |
| 2004 | Campionatul Mondial de Juniori (sub 20)  | Grosseto, Italia               | 14  | 5000 m      | 17:24,76 |
| 2004 | Campionatul European de Cros (sub 20)    | Heringsdorf, Germania          | 18  | 3,6 km      | 12:08    |
| 2004 | Campionatul European de Cros (sub 20)    | Heringsdorf, Germania          | 1   | echipe      | 12:08    |
| 2005 | Campionatul European de Tineret (sub 23) | Erfurt, Germania               | 4   | 10 000 m    | 34:49,86 |
| 2006 | Campionatul Mondial de alergări pe șosea | Debrețin, Ungaria              | 33  | 20 km       | 1:09:57  |
| 2006 | Campionatul Mondial de alergări pe șosea | Debrețin, Ungaria              | 4   | echipe      | 1:09:57  |
| 2006 | Campionatul European de Cros (sub 23)    | San Giorgio su Legnano, Italia | 13  | 5,975 km    | 19:37    |
| 2006 | Campionatul European de Cros (sub 23)    | San Giorgio su Legnano, Italia | 5   | echipe      | 19:37    |
| 2007 | Campionatul European de Tineret (sub 23) | Debrețin, Ungaria              | 7   | 5000 m      | 16:48.62 |
| 2007 | Campionatul European de Tineret (sub 23) | Debrețin, Ungaria              | 4   | 10 000 m    | 33:12,08 |
| 2007 | Campionatul Mondial de alergări pe șosea | Udine, Italia                  | 37  | semimaraton | 1:12:59  |
| 2007 | Campionatul Mondial de alergări pe șosea | Udine, Italia                  | 4   | echipe      | 1:12:59  |
| 2008 | Campionatul Mondial de Semimaraton       | Rio de Janeiro, Brazilia       | 55  | semimaraton | 1:27:51  |
| 2009 | Universiada                              | Belgrad, Serbia                | 12  | semimaraton | 1:17:23  |
| 2010 | Campionatul Mondial de Semimaraton       | Nanning, China                 | 33  | semimaraton | 1:15:29  |
| 2014 | Campionatul Mondial de Semimaraton       | Copenhaga, Danemarca           | 73  | semimaraton | 1:19:10  |
| 2014 | Campionatul Mondial de Semimaraton       | Copenhaga, Danemarca           | 14  | echipe      | 1:19:10  |
| 2015 | Campionatul Mondial                      | Beijing, China                 | –   | maraton     | NT       |
| 2016 | Campionatul Mondial de Semimaraton       | Cardiff, Marea Britanie        | 35  | semimaraton | 1:13:27  |
| 2016 | Campionatul European                     | Amsterdam, Olanda              | 22  | semimaraton | 1:13:16  |
| 2016 | Jocurile Olimpice                        | Rio de Janeiro, Brazilia       | 101 | maraton     | 2:48:54  |
| 2016 | Campionatul European de Cros             | Chia, Italia                   | 37  | 7,97 km     | 27:02    |
| 2016 | Campionatul European de Cros             | Chia, Italia                   | 3   | echipe      | 27:02    |
| 2017 | Cupa Europei de 10 000 m                 | Minsk, Belarus                 | 27  | 10 000 m    | 34:48,85 |
| 2017 | Cupa Europei de 10 000 m                 | Minsk, Belarus                 | 6   | echipe      | 34:48,85 |
| 2017 | Campionatul Mondial                      | Londra, Marea Britanie         | –   | maraton     | NT       |
| 2017 | Campionatul European de Cros             | Šamorín, Slovacia              | 70  | 8,23 km     | 30:15    |
| 2017 | Campionatul European de Cros             | Šamorín, Slovacia              | 2   | echipe      | 30:15    |
| 2018 | Campionatul Mondial de Semimaraton       | Valencia, Spania               | 80  | semimaraton | 1:16:40  |
| 2018 | Campionatul Mondial de Semimaraton       | Valencia, Spania               | 11  | echipe      | 1:16:40  |
| 2018 | Campionatul European                     | Berlin, Germania               | 42  | maraton     | 2:47:58  |
| 2018 | Campionatul European de Cros             | Tilburg, Olanda                | 42  | 8,3 km      | 28:07    |
| 2018 | Campionatul European de Cros             | Tilburg, Olanda                | 9   | echipe      | 28:07    |

## Recorduri personale
| Distanță    | Timp     | Dată              | Locație   |
| ----------- | -------- | ----------------- | --------- |
| 5000 m      | 15:52,99 | 10 iunie 2007     | București |
| 10 000 m    | 33:12,08 | 13 iulie 2007     | Debrețin  |
| 20 km       | 1:08,32  | 2 septembrie 2007 | Zalău     |
| Semimaraton | 1:12,59  | 14 octombrie 2007 | Udine     |
| Maraton     | 2:36:44  | 21 februarie 2016 | Sevilla   |

## Legături externe
Materiale media legate de Paula Todoran la Wikimedia Commons
- Paula Todoran la Comitetul Olimpic și Sportiv Român (arhivat)
- en Paula Todoran la World Athletics
- en Paula Todoran la Olympedia.org
- en  Paula Todoran la athleticspodium.com